# Molho de maçã

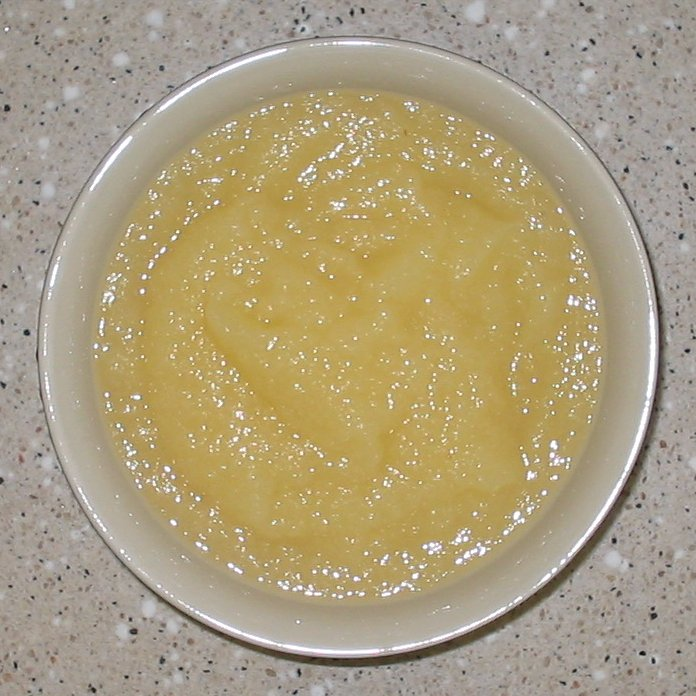
Molho de maçã comercialmente processado

O molho de maçã é um purê (não necessariamente servido como um verdadeiro molho) feito de maçãs. Pode ser feito com maçãs com ou sem casca e pode ser temperado ou adoçado. O molho de maçã é barato e é amplamente consumido na América do Norte e em algumas partes da Europa.
Uma grande variedade de maçãs é usada para fazer o molho, dependendo da preferência por doçura ou acidez. Antigamente, as maçãs ácidas eram normalmente usadas para fazer molho de maçã saboroso.
As versões comerciais de molho de maçã estão prontamente disponíveis em supermercados e outros pontos de venda.

## Preparação

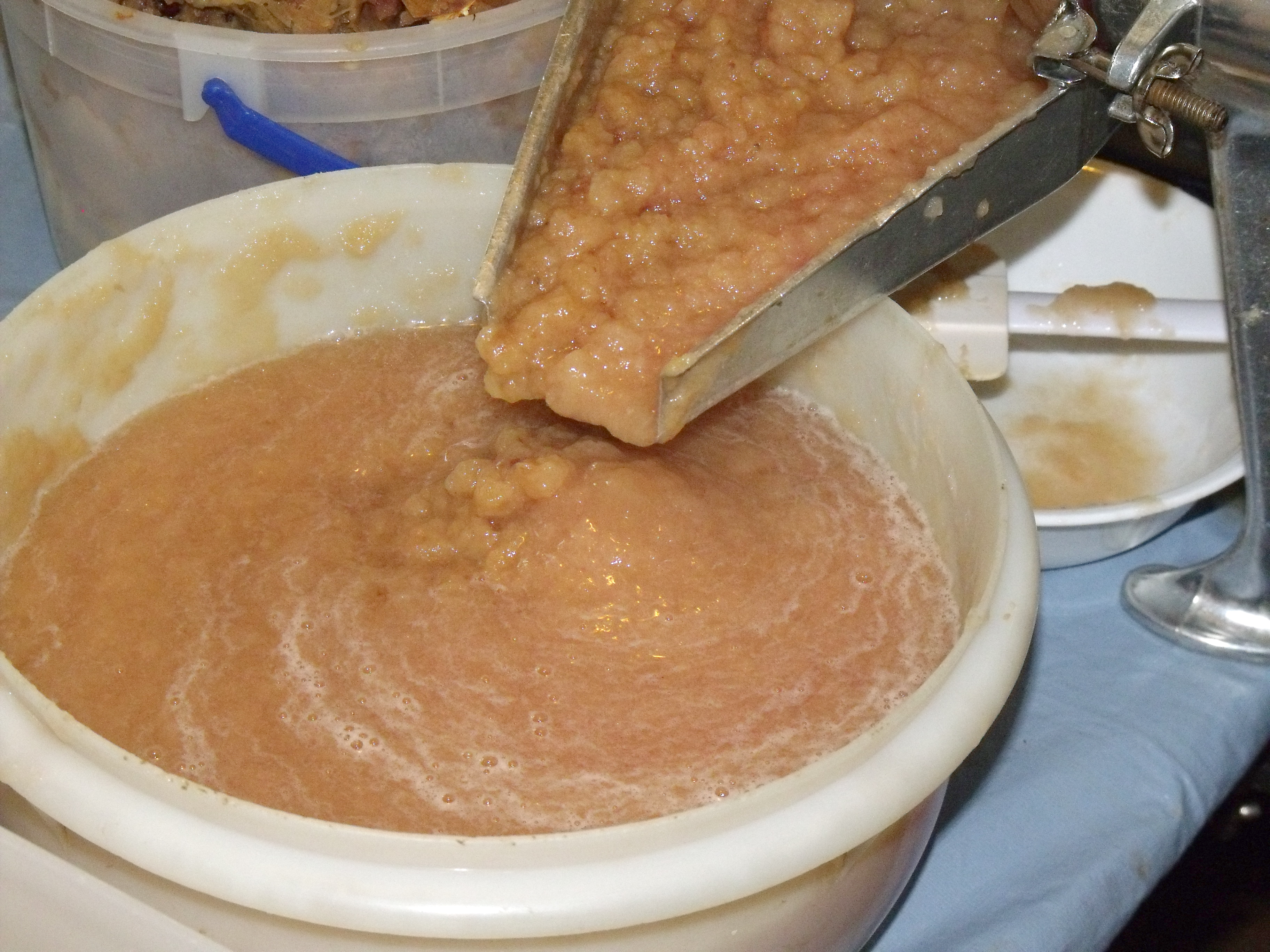
Preparação de um molho de maçã

O molho de maçã é feito cozinhando maçãs com água ou cidra de maçã (suco de maçã fresco). As maçãs mais ácidas resultam em um purê mais fino; a maçã Bramley (Malus domestica), altamente ácida, cria um purê muito fino. As maçãs podem ou não ser descascadas. Se não forem descascadas, as cascas e as sementes são normalmente separadas em uma peneira. Açúcar e especiarias, como canela ou pimenta da Jamaica (Pimenta dioica), podem ser adicionados para dar sabor. Suco de limão, ácido cítrico ou outros acidificantes podem ser usados para preservar a cor e garantir uma acidez alta o suficiente para o armazenamento seguro. O ácido ascórbico (vitamina C) também preserva a cor.
O molho de maçã pode ser feito assado em vez de cozido, e nesse caso as maçãs são descascadas e descaroçadas antes do cozimento. É aplicado o mesmo processo de preparação do molho por cozimento.
O molho de maçã enlatado em casa ou comercialmente é esterilizado pelo calor para preservar o frescor.

### Manteiga de maçã
A manteiga de maçã [en] é uma versão altamente concentrada do molho de maçã produzida pelo cozimento longo e lento até o ponto em que o açúcar das maçãs carameliza, tornando a manteiga de maçã de um marrom profundo. A alta concentração de açúcar dá à manteiga de maçã uma vida útil mais longa do que o molho de maçã.

## Usos
O molho de maçã é servido como acompanhamento no norte da Europa e na América do Norte. Nos Estados Unidos, o molho de maçã embalado é principalmente comercializado como um lanche infantil e está presente em todos os refeitórios das escolas.
Na Suécia e na Grã-Bretanha é comumente servido com carne de porco assada e ganso. Na culinária britânica e espanhola, é comumente servido como costeletas de porco ao molho de maçã. O Æbleflæsk dinamarquês combina a carne de porco com molho de maçã durante o cozimento.

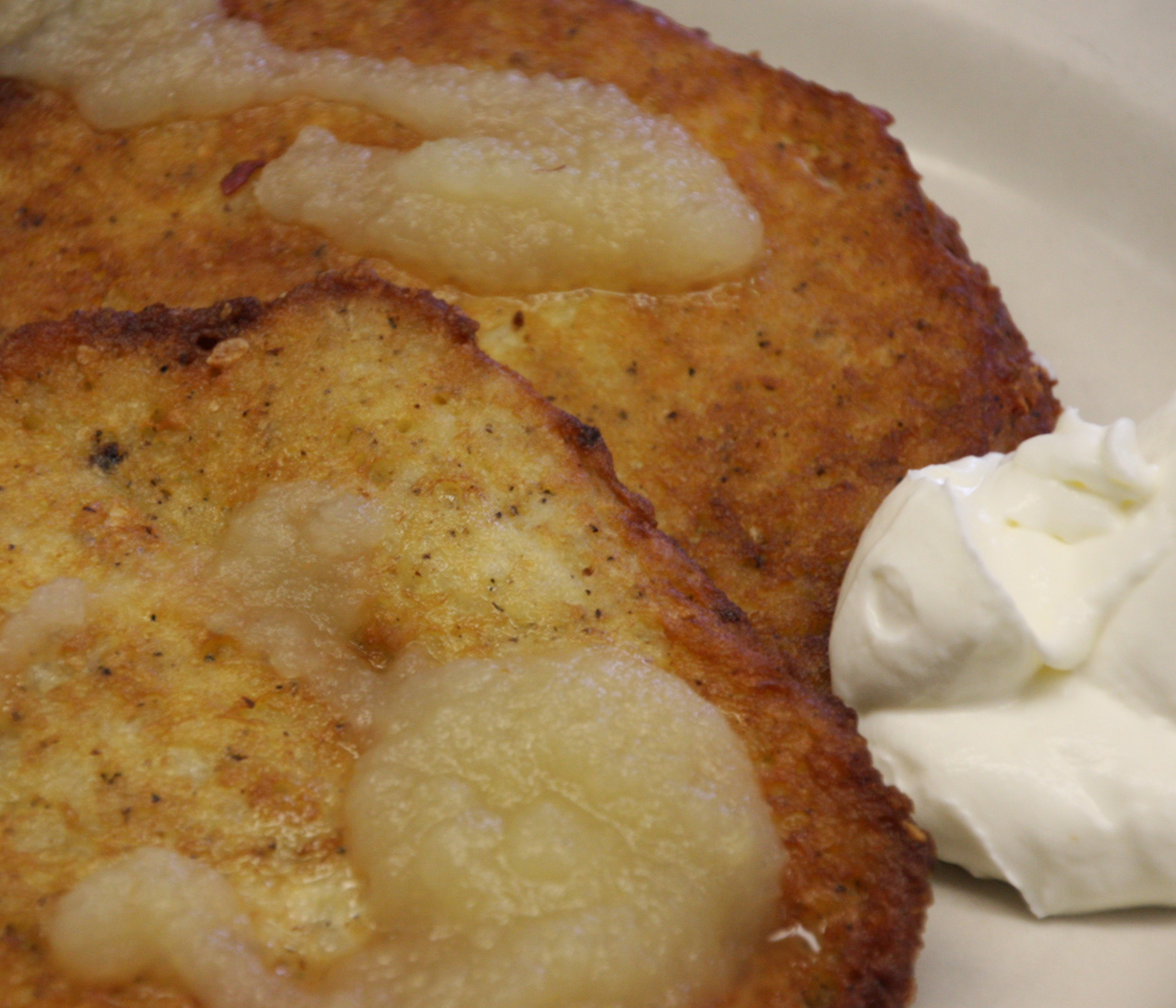
Latkes servido com molho de maçã e sour cream

Na Europa Central, ele acompanha panquecas de batata; na Renânia, é servido com Reibekuchen. Na culinária asquenaze é o acompanhamento padrão das latkes no festival Hanukkah e também do matzah brei. O molho de maçã é servido com muitos alimentos na culinária germânica: Flurgönder (músculo defumado), vários tipos de Spätzle, Schupfnudeln, Älplermagronen suíço (um tipo de macarrão com queijo). Na culinária holandesa e belga, o molho faz parte do prato comum de frango, batatas fritas e molho de maçã (kip, frieten/patat en appelmoes). É especialmente popular entre as crianças que mergulham suas batatas fritas no molho de maçã.
Em muitas culinárias, o molho de maçã é um acompanhamento comum para o chouriço: o himmel und erde alemão, o träipen luxemburguês e o boudin noir francês. Ele também é servido com outras preparações semelhantes a salsichas, por exemplo, goetta e knipp.
O molho de maçã também pode ser servido como sobremesa na maioria das cozinhas europeias ou usado como ingrediente em um bolo de molho de maçã. O molho de maçã pode ser usado como molho para o pierogi polonês, Äggakaka sueco, panquecas syrniki ucranianas, palatschinken da Europa Central, kaiserschmarrn austríaco e vários tipos de bolinhos de massa doces e salgados (Knödel). Na culinária escandinava, as vezes é servido no café da manhã com filmjölk, um tipo de leite fermentado.
Antigamente, o molho de maçã era preparado muito adocicado e fervido para ser armazenado no inverno. Se feito com maçãs ácidas, era consumido com carne; se feito com maçãs doces, era consumido com chá.
Em algumas receitas de assados, o molho de maçã pode ser usado como substituto da gordura ou dos ovos para torná-los com baixo teor de gordura ou veganos. A mostarda doce bávara pode ser feita com molho de maçã e normalmente é servida com Weißwurst (semelhante ao boudin blanc) ou Leberkäse (uma espécie de patê).

## Informações nutricionais
De acordo com o Departamento de Agricultura dos Estados Unidos (USDA), uma quantidade referência em 100 gramas de molho de maçã sem adição de açúcar contém 82% de água, 18% de carboidratos e uma quantidade insignificante de gordura e proteína, além de fornecer 68 quilocalorias de energia alimentar. Tem um pH ácido entre 3,3 e 3,6.

### Em dietas terapêuticas
A dieta BRAT (bananas, arroz, maçãs, torradas) e a dieta CRAM (cereais, arroz, molho de maçã e leite), que são dadas a crianças com diarreia e problemas estomacais, incluem molho de maçã.

## Economia
As maçãs são a terceira fruta mais comercializada internacionalmente, atrás das bananas e das uvas. O comércio global de molho de maçã está se expandindo. Esse aumento na demanda pode ser atribuído a um aumento no interesse por produtos com sabor de maçã, com maior consumo global de sucos e molhos com sabor de maçã.
O molho de maçã é mais comumente embalado em copos, potes, bolsas e latas. Os copos de molho de maçã são o maior segmento do mercado do molho, representando 40,9% da participação na receita em 2017.

## Origens
Os molhos feitos com maçãs datam, pelo menos, da Idade Média.
As manteigas de maçã foram trazidas para as Américas por imigrantes alemães, como os morávios e os holandeses da Pensilvânia. Elas são tradicionalmente associadas à região dos Apalaches dos Estados Unidos e ao sul da Pensilvânia.
O Dicionário de inglês Oxford registra o primeiro uso impresso da palavra applesause no livro Compleat Housewife, de Eliza Smith, 9ª edição, publicada em Londres em 1739. Muitos livros de receitas britânicos e americanos do século XVIII contêm receitas de molho de maça, confirmando sua popularidade.